# Will Ferdy
Will Ferdy, pseudoniem van Werner Ferdinande (Gent, 9 maart 1927 – Antwerpen, 8 november 2022), was een Vlaams zanger. Hij werd bekend met de nummers Christine, Belijdenis, De stervende, Ziede gij me gere en Het Schrijverke, gebaseerd op het gelijknamige gedicht van Guido Gezelle. Hij was een voorbeeld binnen de holebi-gemeenschap, omdat hij als eerste bekende Vlaming uit de kast kwam.

## Levensloop
Een collega raadde Ferdinande zijn artiestennaam aan: "Kies Will, want je wil het zo graag." Werner Ferdinande werd eerst Will Ferry en niet veel later Will Ferdy.  Hij begon zijn carrière als beroepszanger in 1948. Met Ziede Gij Me Gere had hij een eerste hit in 1951. Ferdy stond ook bekend als komiek. In 1953 begon hij zijn eerste conferences rond zijn typetjes "Flup de Facteur" en "Peterke en Pepe" (later "Peterke en Pol").
In 1970 veroorzaakte Ferdy opschudding door zich als eerste Vlaamse artiest te uiten als homoseksueel. In de seizoenen 1974-1975 en 1975-1976 presenteerde hij de shows van Bobbejaan Schoepen in Bobbejaanland. Ze namen samen ook enkele liedjes op.
In 1971 kreeg de zanger een gouden plaat voor zijn lp Will Ferdy zingt Armand Preud'homme, in 1979 volgde een gouden plaat voor zijn lp Will Ferdy zingt Jacques Brel en in 1983 kreeg hij een platina plaat voor meer dan 100.000 verkochte exemplaren van zijn grote successen.
Er is een kleinkunstprijs genoemd naar Ferdy: De Grote Prijs Will Ferdy, onder anderen gewonnen door Jan Puimège en Frank Dingenen. De wedstrijd werd om de vier jaar georganiseerd maar bestaat om financiële redenen niet meer.
In 2001 kreeg hij een plaats in de Radio 2-eregalerij voor een leven vol muziek. In 2004 werd het nummer Christine opgenomen in de eregalerij van de Vlaamse klassiekers van Radio 2 en nam Ferdy het opnieuw op onder de naam Mijn Vriend, omdat hij reeds in het oorspronkelijke lied eigenlijk zijn verloren geliefde Raf bezong.

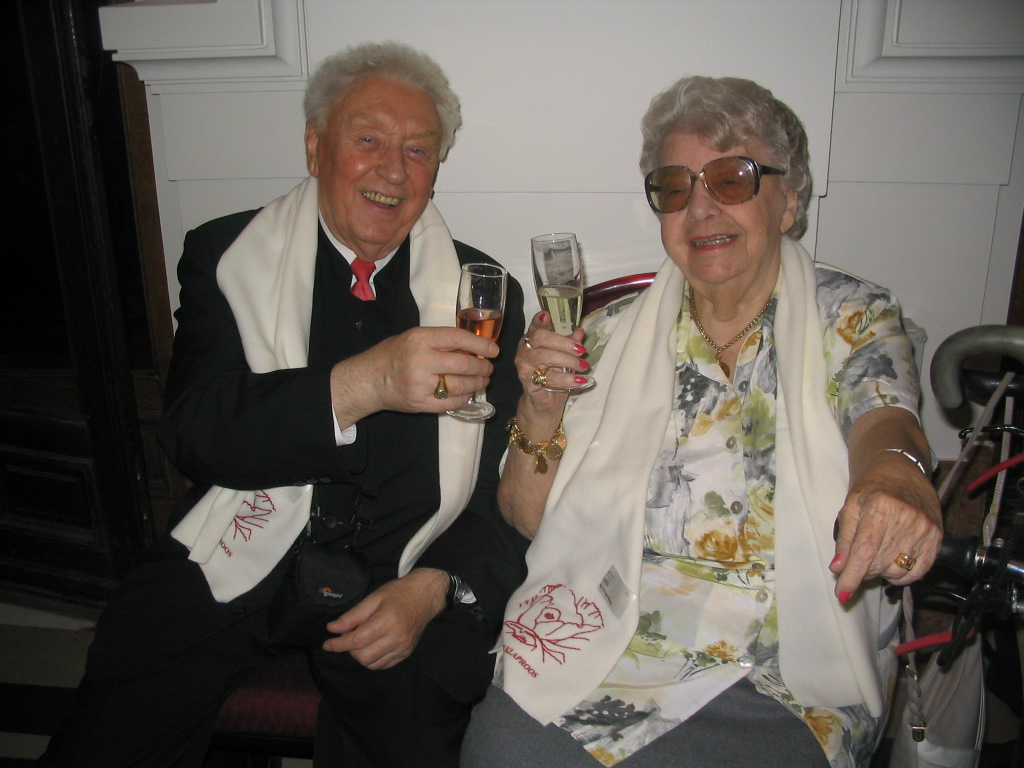
Will Ferdy met Ke Riema samen op de receptie naar aanleiding van de uitreiking van de Gouden Klaprozen 2006 te Antwerpen

In 2005 eindigde hij op nr. 644 in de Vlaamse versie van De Grootste Belg, buiten de officiële nominatielijst. In 2006 won hij de Gay Krant Award, een prijs die elke vier jaar werd uitgereikt aan diegenen die zich volgens de lezers van de krant hadden ingezet voor de homo-emancipatie.
De laatste tien jaar van zijn carrière trad Ferdy op met zijn vaste pianist Jürgen De Smet, met wie hij ook nummers schreef voor zijn nieuwe cd's. Sinds 2004 was pianist/componist Jürgen De Smet niet enkel zijn live-begeleider maar ook vast medewerker voor de cd's. Er verschenen 7 cd's waarbij Jürgen betrokken was, vooral als componist: Ik dacht ik heb mijn tijd gehad (2005), En de jaren gingen voorbij (2006), Een leven vol muziek (2007), Liedjes uit liefde (2007), Voor elk moment (2008), Bis (2011) en Nu en toen (2013).
In 2009 speelde Ferdy de hoofdrol in de kortfilm My Donna van filmmaker Nicolaas Rahoens, een rol die hij samen met Jo Leemans vertolkte.
Ferdy trok jaren de culturele centra rond met zijn vaste pianist Jürgen De Smet. Het is ook die laatste die in 2011 'Nu weten ze wie ik ben' maakte, een theatershow rond het leven en werk van Ferdy met leadzangers Sonia Pelgrims en Marijn Devalck. Het verhaal in de show werd geschreven en uitgevoerd door woordkunstenares Gladys De Mol. Gladys dook daarvoor in de 3 autobiografische boeken van de zanger en nam van Will een 3 uur durend interview af. De show was te zien tot juni 2012.
In april 2013 kreeg hij de Golden Lifetime Award van de gemeente Aarschot voor zijn 65-jarige carrière. 

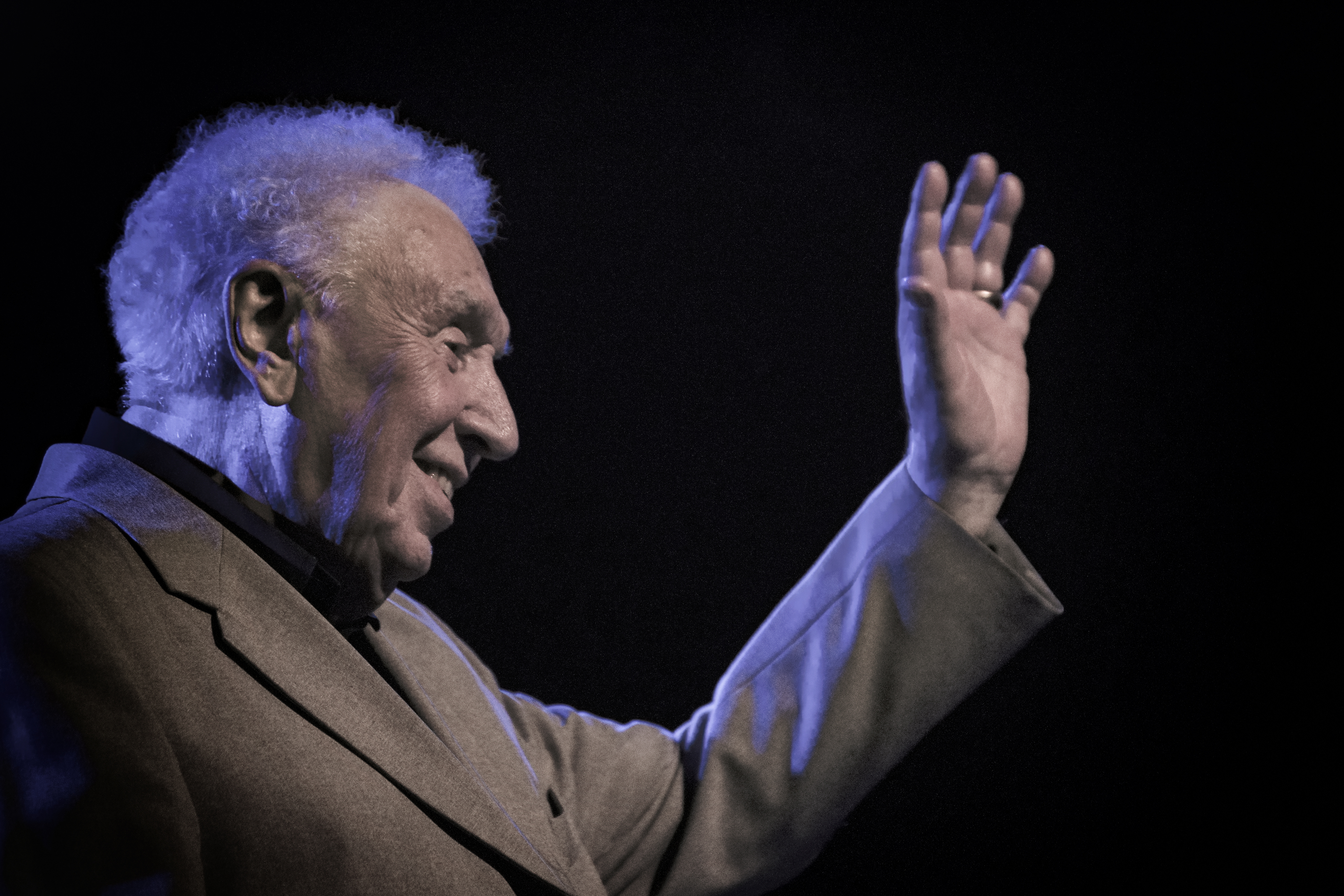
Will Ferdy tijdens afscheidsoptreden in 2013

Op 17 november 2013 gaf Ferdy een exclusief concert in het Lindner Hotel in Antwerpen dat als officieel afscheidsconcert diende en waar een dvd werd opgenomen die uitkwam op 9 maart 2014 (Wills 87ste verjaardag). De dvd bevat het hele concert en een documentair gedeelte over zijn leven.
Eind juni 2014 stopte hij definitief met optreden. In januari 2015 kreeg Ferdy de Çavaria Lifetime Achievement Award.
Ferdy leed aan de ziekte van Parkinson en had hartproblemen en bracht de laatste jaren van zijn leven door in een serviceflat op de Antwerpse Linkeroever waar hij op 95-jarige leeftijd overleed. De uitvaart vond plaats op 19 november 2022 in de Sint-Anna-ten-Drieënkerk op de Antwerpse Linkeroever. Hij werd op het Schoonselhof begraven.

## Hitnoteringen
| Single met hitnotering(en) in de Vlaamse Ultratop 50 | Datum van verschijnen | Datum van binnenkomst | Hoogste positie | Aantal weken | Opmerkingen          |
| ---------------------------------------------------- | --------------------- | --------------------- | --------------- | ------------ | -------------------- |
| De stervende                                         | 1964                  | 01-02-1965            | 12              | 8            | 2weken #1 BRT top 30 |